# Cão de caça

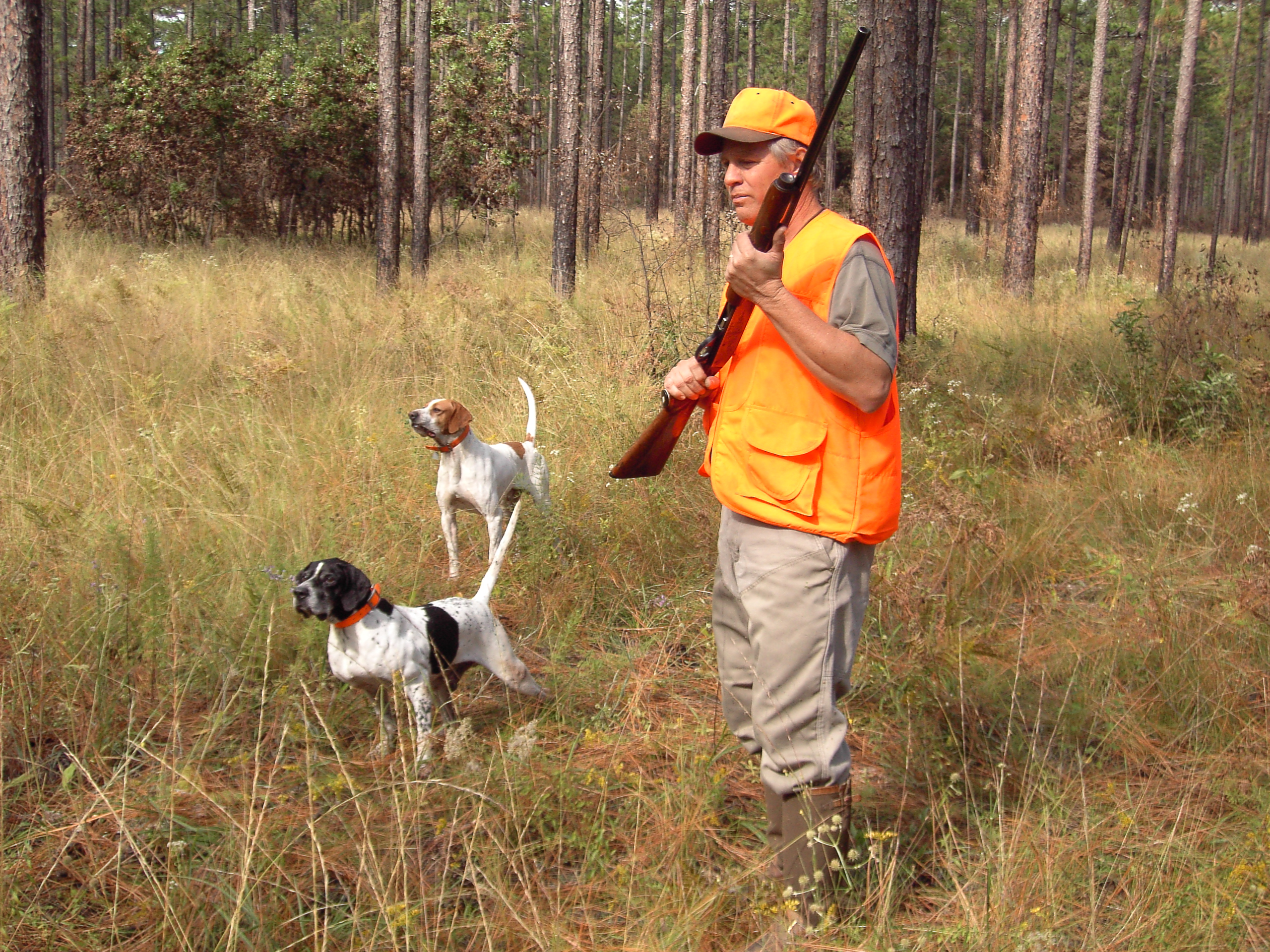
Caça à perdiz com cães de aponte.

O termo cão de caça ou pegureiro refere-se a qualquer cão que dê assistência a humanos na caça de animais. Existem diversas classes de cães de caça incluindo cães de presa, sabujos, cães de aponte, entre outros.
Descendentes dos lobos, que são predadores que caçam em bando, os cães domésticos foram destinados a diversos fins, incluindo o auxílio na caça de pequenos ou grandes animais. As principais categorias de cão de caça incluem hounds, terriers, cães de aponte, cães de agarre, etc. Entre esses existem subdivisões de acordo com as habilidades e funções que o cão ou a raça possui.
Caçadores com cães, relatam a satisfação que os cães parecem exibir. Exaltação é evidente quando eles veem os caçadores carregar armas, ir para o campo, e começar a caça. 

## Categorias de cães de caça
| Categoria principal | Subcategoria                  | Exemplo                 | Descrição |
| ------------------- | ----------------------------- | ----------------------- | --- |
| Hounds              | Lébreis                       | Whippet                 | Em geral, lébreis (ou galgos) são cães leves e velozes que caçam pela visão. |
| Hounds              | Sabujos                       | Foxhound americano      | Sabujos são hounds que caçam primeiramente pelo faro. Possuem os faros mais sensíveis entre os caninos. |
| Gun dogs            | Bracos e pointers             | Weimaraner              | Os cães de aponte(em especial o Pointer inglês) são cães treinados para localizar e apontar caças pequenas para o caçador. Eles "congelam" apontando a direção quando localizam a caça, para evitar espantá-la antes de o caçador chegar ao local. Eles fazem a mesma tarefa que os Spaniels, mas de uma maneira diferente. A diferença entre os dois está na técnica aplicada. Os bracos ficam numa distância muito maior, apontando a caça quando descoberta. Isto permite ao caçador fazer as aves voarem por si mesmo.                         |
| Gun dogs            | Spaniels                      | Cocker Spaniel Inglês   | Spaniels foram sendo usados para a caça por centenas de anos. Cruzamento seletivo refinou as habilidades de vários spaniels para proporcionar um cão de caça menor e ainda um excelente cão de companhia e de família. Spaniels são usados para localizar e espantar a caça para o caçador. Eles trabalham perto do caçador, assegurando que o caçador irá estar na distância certa para atirar com a escopeta quando a caça for espantada. |
| Gun dogs            | Setters                       | Setter Irlandês         | Setters em particular têm uma longa história como perdigueiros de planalto. Eles têm a habilidade nativa de descobrir e apontar pássaros de planaltos. Quando o caçador se aproxima, em seu comando eles espantam os pássaros para que o caçador atire. |
| Gun dogs            | Retrievers                    | Retriever do Labrador   | A primeira função do retriever é achar e retornar a caça para o caçador. Podem ficar por longas horas na espreita, e depois que o caçador atirou em vários alvos como patos ou gansos, eles conseguem visualmente lembrar-se o local dos pássaros abatidos. Com o comando, eles mergulham na água gelada, nadam e retornam os pássaros um por um. Conseguem seguir comandos verbais, com a mão e assobios enquanto o caçador dirige-os à presa abatida. Tipicamente possuem um focinho grande e suave para aliviar qualquer dano potencial à caça. |
| Gun dogs            | Cães d'água                   | Cão de água Português   | Cães D'Água são uma subclasse dos retrievers. A maioria dos retrievers são descendentes de cães conhecidos como spaniels d'água. |
| Terriers            | Pequeno, médio e grande porte | Terrier Brasileiro      | Terriers são usados exclusivamente para caçar mamíferos. Terriers usualmente são usados para localizar a toca do animal alvo e então capturar ou matar o animal por métodos de força. Muitos dos animais caçados com terrier são pragas. Um exemplo é o Airedale Terrier usado para caçar ratões-do-banhado na Inglaterra. |
| Cães de presa       | Médio e grande porte          | Cão de presa maiorquino | Os cães de presa (catch dog), ou cães de agarre, são cães de médio a grande porte com mandíbula forte e coragem, responsáveis por capturar e apresar/segurar a caça até que um humano finalize a presa. Comumente entram em ação depois que a presa já está localizada (por cães farejadores ou pelos próprios humanos). |